# Велферизм

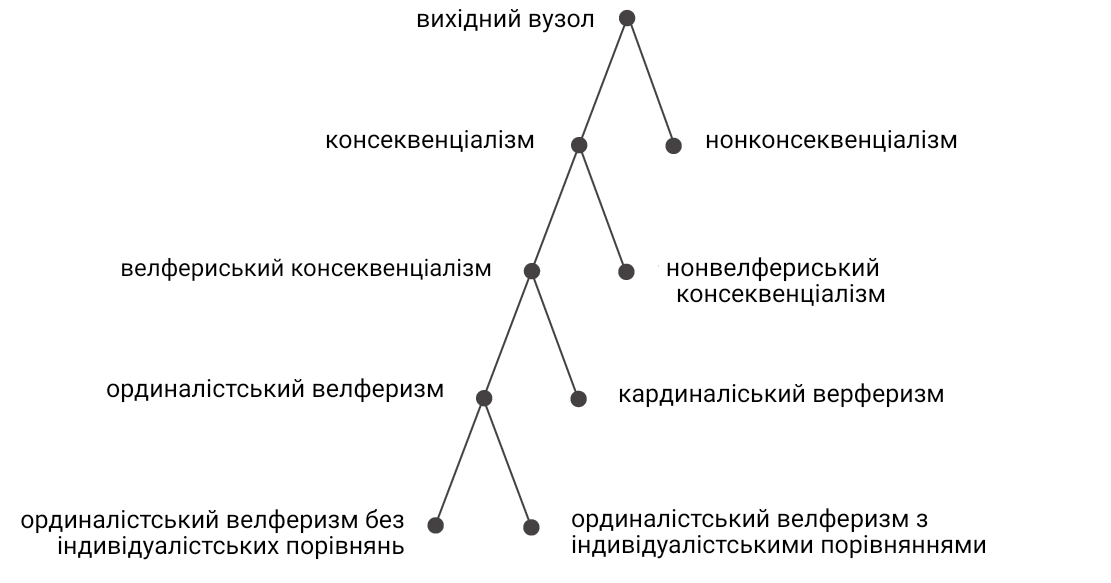

Велферизм або велфаризм (від англ. welfare — добробут) це сукупність уявлень про поняття добробуту та його досягнення. В етиці велферизм це теорія, згідно якої благополуччя, тобто те, що приносить комусь користь, або те, робить життя вартим того, щоб його прожити, є єдиною річчю, яка має внутрішню цінність. У найзагальнішому сенсі його можна визначити як описову теорію про те, що має цінність, проте деякі філософи також розуміють велферизм як моральну теорію, згідно з якою те, що людина повинна робити, в кінцевому рахунку визначається міркуваннями добробуту. Правильною дією, політикою чи правилом є те, що веде до максимального добробуту. У цьому сенсі часто розглядається як різновид консеквенціалізму і може набувати утилітаризму.
Для різноманітних дискусій і суперечок про велферизм важливим є те, як розуміється природа добробуту. Чисті велферисти вважають, що ця цінність безпосередньо визначається індивідуальним рівнем добробуту кожного індивіда. Нечисті велферисти, з іншого боку, включають інші фактори, пов'язані з добробутом, наприклад, чи рівномірно розподіляється добробут між людьми та живими істотами. Гедоністи намагаються дати більш ґрунтовне пояснення поняття благополуччя, вважаючи, що всі і лише переживання задоволення і болю становлять чийсь добробут. Такий погляд відкидають теоретики бажань, які ототожнюють благополуччя із задоволенням бажань. Теорії об'єктивного переліку, з іншого боку, також включають об'єктивні або незалежні від свідомості фактори як складові добробуту.
В науковій літературі можна знайти різноманітні аргументи за та проти велферизму. Аргументи на користь часто зосереджуються на загальних інтуїтивних уявленнях про важливість добробуту для більшості оціночних суджень. Критики велферизму часто зосереджуються на конкретних контраргументах, в яких ці загальні інтуїтивні уявлення не спрацьовують, включаючи випадки шкідливих задоволень, цінність краси та мистецтва, а також так званий «неприємний висновок». Критика іноді спрямована безпосередньо на сам велферизм, але вона також часто виникає в рамках дискусій про інші теорії, такі як утилітаризм або гедонізм, і спрямована на велферизм лише побічно, зачіпаючи велферистські аспекти цих теорій. Деякі закиди спрямовані безпосередньо проти чистого велферизму, але уникають нечистого велферизму. Велферизм був і є досить впливовим у сферах права та економіки.

## Визначення
Як описова теорія цінностей, велферизм забезпечує загальну основу для відповідей на ціннісні питання, наприклад, який вибір є добрим або яка з двох альтернатив є кращою. У більш нормативному сенсі він складається з трьох тез: що індивідуальний добробут існує, що він має моральне значення і що ніщо інше не має морального значення.

### Як теорія цінності
У цьому сенсі велферизм — це погляд, згідно з яким добробут — це єдине, що має цінність. Цінність, про яку йдеться, зазвичай розуміється як внутрішня цінність, або те, що добре саме по собі, на відміну від зовнішньої цінності, яка належить до речей, корисних як засіб для чогось іншого.
Велферизм передбачає, що будь-які два результати, ідентичні з точки зору добробуту, мають однакову цінність, незалежно від того, наскільки сильно вони відрізняються в інших аспектах. Добробут, про який йде мова, зазвичай розуміється в найширшому сенсі, тобто як добробут не лише людей, але й будь-якої живої істоти. Це можна сформулювати, стверджуючи, що цінність результатів, зрештою, залежить лише від вигоди кожного з тих, на кого вони впливають. У термінах можливих світів велферизм стверджує, що «відносна цінність можливих світів повністю визначається тим, як живуть окремі індивіди» З точки зору функції, велферизм — це теза про те, що «відносна корисність альтернативних станів справ повинна базуватися виключно на відповідних наборах індивідуальних корисностей у цих станах і розглядатися як зростаюча функція від них».
Велферизм як теорію цінності можна інтерпретувати як один з теоретичних напрямків утилітаризму разом з консеквенціалізмом.Консеквенціалізм — це теорія, згідно з якою морально необхідними або дозволеними є лише ті дії, які ведуть до найкращого можливого загального результату. Консеквенціалізм сам по собі залишає відкритим питання, як оцінити, який з двох можливих результатів є кращим. Але цю тему стосується велферизм. У сукупності вони складають утилітаризм, тобто погляд, згідно з яким людина повинна діяти так, щоб виробляти «найбільшу кількість блага для найбільшої кількості людей».

### Як моральна теорія
Багато етичних теорій визнають, що міркування про добробут відіграють важливу роль у тому, як слід діяти. Деякі автори вважають, що велферизм включає в себе етичну тезу про те, що мораль фундаментально залежить від добробуту людей. Наприклад, дізнавшись, що одна альтернатива є кращою з точки зору блага, ніж інша, індивід зазвичай має причину діяти так, щоб реалізувати першу, а не другу альтернативу. Але велферизм в його етичному розумінні виходить за рамки цієї домовленості, заснованої на здоровому глузді, стверджуючи, що, в кінцевому рахунку, благополуччя — це єдине, що має значення для того, що людина повинна робити. Це передбачає не лише визначення того, що є найкращим, але також включає фактор того, що є у владі індивіда, тобто які можливі дії доступні для нього. У цьому сенсі велферизм зазвичай розглядається як форма консеквенціалізму, який вважає, що дії, політику чи правила слід оцінювати на основі їхніх наслідків
Один з аргументів, який часто наводять на користь велферизму, полягає в тому, що у світі без живих істот нічого не було б ні добрим, ні поганим. Тому не має значення, чи була б у такому світі чиста вода, глобальне потепління чи стихійні лиха. Причиною цього є те, що, згідно з велферизмом, не було б ні позитивного, ні негативного добробуту: ніщо не мало б значення, бо ніщо не впливало б на чиєсь благополуччя. Інший аргумент полягає в тому, що багато речей, які зазвичай вважаються цінними, мають позитивний вплив на чийсь добробут. У цьому сенсі здоров'я та економічне процвітання є цінними, тому що вони мають тенденцію підвищувати загальний добробут. З іншого боку, багато речей, які вважаються поганими, наприклад, хвороби чи невігластво, мають тенденцію до негативного впливу на добробут, прямого чи опосередкованого. Існують також різні непрямі аргументи на користь велферизму у вигляді критики теоретичних конкурентів велферизму. Іноді стверджується, що деякі з них не в змозі належним чином провести різницю між тим, що є цінним узагалі та тим, що є кінцевою цінністю, або врахувати всі можливі наслідки.

## Типи
У межах велферизму існують розбіжності щодо того, яким саме чином благо визначає цінність. З цієї причини теоретики часто розрізняють різні типи добробуту.

### Чистий та нечистий велферизм
Серед різних формулювань велферизму можна виокремити чисті та нечисті версії. Чистий велферизм вважає, що цінність можливого світу залежить лише від індивідуального рівня добробуту різних суб'єктів у ньому. Утилітаристи, наприклад, зосереджуються на загальному добробуті кожного і вважають, що дія є правильною, якщо вона максимізує цей загальний добробут. Нечистий велферизм, з іншого боку, включає в себе інші фактори, пов'язані з добробутом. Ці фактори можуть включати те, чи рівномірно розподіляється добробут між особами, і наскільки особи заслуговують на той рівень добробуту, який вони мають.

### Слабкий паретизм
Одна з найменш суперечливих форм велферизму називається слабким паретизмом. Він стверджує, що одна держава є кращою за іншу, якщо вона краща для всіх: якщо добробут кожного є вищим у цій державі. Однак цей принцип не враховує випадки, коли йдеться про компроміс: якщо благополуччя одних підвищується, а інших знижується. З іншого боку, егалітаристи стверджують, що найважливіше підвищувати добробут тих, хто в цілому знаходиться в гіршому становищі. Цю ідею можна відобразити за допомогою пріоритетистського підходу, який бере до уваги добробут кожного, але надає більшої ваги добробуту тих, хто перебуває в найгіршому становищі. Одним з аргументів проти такого підходу є те, що він відходить від первісної інтуїції, яка лежить в основі велферизму: добробут — це єдина річ, яка має внутрішню цінність. Але рівність — це відношення між суб'єктами, а не внутрішньо притаманне жодному з них. Важливою вимогою, яка зазвичай асоціюється з велферистськими теоріями, є те, що вони мають бути агентно-нейтральними. Згідно з агентською нейтральністю, не повинно мати значення, кому належить добробут, а лише те, що він є вищим або краще розподіленим в цілому.

## Природа добробуту
Центральним у багатьох дискусіях про велфералізм є питання про природу добробуту. У багатьох випадках саме від того, як хтось розуміє добробут, залежить, чи буде успішним той чи інший аргумент за чи проти велферизму. У найзагальнішому розумінні добробут — це те, що приносить комусь користь, або те, що робить життя вартим того, щоб його прожити. Зазвичай під цим розуміють суб'єктивний компонент, тобто те, що добробут завжди належить людині і виражається в тому, як ця людина себе почуває. Незважаючи на загальну позитивну характеристику, благополуччя зазвичай розуміється як таке, що виникає в різних ступенях, які можуть бути і негативними.
Термін «добробут» часто використовується як синонім інших термінів, таких як особисте благо, інтерес індивіда, пруденційна цінність, евдаймонія та корисність. Загальновизнано, що тільки живі істоти здатні до добробуту. Теорії добробуту намагаються дати більш ґрунтовне пояснення того, що являє собою добробут, окрім вищезгаданих загальних характеристик. Ці теорії можна умовно поділити на гедоністичні теорії, теорії бажань та теорії з об'єктивним переліком.

### Гедоністичні теорії
Гедоністи вважають, що всі і тільки переживання задоволення і болю становлять чиєсь благополуччя. У цьому контексті задоволення і біль розуміються в найширшому сенсі, тобто як все, що здається хорошим або поганим. Парадигматичні випадки — це чуттєві переживання, пов'язані, наприклад, із сексом або травмою. Але це також включає й інші типи досвіду, такі як інтелектуальна радість від осягнення нової теорії або переживання екзистенційної кризи.

### Теорії бажань
Згідно з теоріями бажань, благополуччя полягає у виконанні бажань або отриманні бажаного. У багатьох конкретних випадках гедоністи і теоретики бажань погоджуються, оскільки виконання бажань і задоволення часто йдуть пліч-о-пліч: отримання бажаного, як правило, приносить задоволення, так само як і неотримання бажаного, як правило, приносить неприємні відчуття. Але є кілька винятків, коли ці два поняття розходяться. Це, наприклад, коли індивід не знає, що одне з його бажань вже виконано. Інший контрприклад пов'язаний з поганими бажаннями, виконання яких мало б жахливі наслідки для індивіда. Щоб уникнути цих контрприкладів, деякі теорії бажань зосереджуються не на тому, чого насправді хоче агент, а на тому, чого він хотів би, якби був добре поінформований.

### Теорії об'єктивних списків
Теорії об'єктивних списків відрізняються від теорій гедонізму і теорій бажань тим, що вони включають об'єктивні фактори, які не залежать від психічних станів індивіда. Такими факторами можуть бути дружба, наявність чеснот або вдосконалення людської природи. Заперечення проти теорій об'єктивних списків часто зосереджуються на правдоподібності твердження, що незалежні від суб'єкта фактори можуть визначати добробут людини, навіть якщо людина не дбає про ці фактори. Наприклад, сумнівно, що наявність друзів покращить благополуччя того, хто не дбає про дружбу.

## Критика

### Задоволення
Важливий аргумент проти велферизму стосується цінності задоволення. Серед велферистів існує дуже широка згода щодо того, що задоволення є або єдиною, або принаймні однією з центральних складових добробуту. Проблема виникає через те, що не всі задоволення видаються однаково цінними. Традиційно ця дискусія зосереджувалася на різниці між нижчими та вищими задоволеннями. Джон Стюарт Мілл, наприклад, стверджував, що нижчі задоволення тіла менш цінні, ніж вищі задоволення розуму. З цієї точки зору, задоволення від вивчення філософської теорії є більш цінним, ніж задоволення від їжі в улюбленому ресторані, навіть якщо ступінь цих двох задоволень має бути рівним. Якщо це так, то це може стати важливим запереченням проти чистого велферизму, оскільки вказує на розрив між рівнем добробуту і цінністю. Але цієї проблеми можна уникнути за допомогою нечистого велферизму. У сучасних дебатах висловлюється припущення, що деякі форми задоволення навіть мають негативну цінність, наприклад, зловмисні задоволення, такі як зловтіха. Такі приклади створюють ще більш серйозні проблеми для велферизму, оскільки задоволення, здавалося б, є корисним для індивіда і, таким чином, становить благополуччя, але водночас має негативну цінність. Однією з відповідей на цей тип контрприкладів є твердження, що зловмисне задоволення має позитивну цінність, і що негативний елемент не стосується простої цінності самого досвіду задоволення, а стосується моральної цінності характеру людини.

### Краса та мистецтво
Інший тип заперечень фокусується на цінності прекрасного. У зв'язку з цим стверджується, що красиві речі мають цінність, яка не залежить від чийогось добробуту. Джордж Мур, наприклад, вважає, що світ кращий, якщо він красивий, ніж якщо він потворний, навіть якщо він не містить жодних живих істот. Але не всі поділяють інтуїцію Мура щодо цього прикладу. У цьому сенсі стверджується, що цінність краси полягає не в красивому об'єкті самому по собі, а в позитивному досвіді його сприйняття. Подібний аргумент проти велферизму належить Сьюзен Вулф, яка стверджує, що не можна пояснити цінність великих творів мистецтва, зосереджуючись лише на добробуті, який вони викликають. Бен Брамбл заперечує проти цього аргументу, вказуючи на те, що великі твори мистецтва можуть спричиняти добробут у різний спосіб. Ці способи не обмежуються лише задоволенням, яке людина отримує від їхнього сприйняття, а включають інші компоненти, такі як мотивація відкрити для себе подібні твори мистецтва або поділитися своїми враженнями з друзями.

### Визначення поняття добробуту
Інша лінія аргументації припускає, що велферизм є хибним, оскільки, строго кажучи, добробуту не існує. Основна ідея цієї тези полягає в тому, що добробут — це те, що добре для когось. Ґрунтуючись на цьому визначенні, Джордж Мур стверджує, що добробуту не існує, оскільки добро в цьому сенсі не може бути обмежене людиною, тобто існує добро чи зло в абсолютному сенсі, але не існує добра чи зла для когось.

### Різні оцінки між суб'єктивним цінностям
Ще одна проблема виникає при порівнянні альтернатив, в яких благополуччя, що стоїть на кону, належить не одним і тим же особам в обох альтернативах, а різним особам. Це відбувається, наприклад, при вирішенні питання, чи буде краще для майбутніх поколінь мати невелику кількість людей, кожен з яких має дуже високий рівень добробуту, на відміну від великої кількості людей, кожен з яких має лише незначний позитивний рівень добробуту. Згідно з однією точкою зору, важливим є загальний добробут. З цієї точки зору, мати достатню кількість людей зі злегка позитивним благополуччям було б краще, ніж мати мало людей з дуже високим благополуччям. Цей погляд був відкинутий Дереком Парфітом, який назвав його «неприємним висновком». Інше рішення полягає в тому, що важливим є не загальний добробут, а середній добробут. З цієї точки зору, альтернатива, що стосується невеликої кількості людей з дуже високим рівнем благополуччя, була б кращою.

### Розподілення блага
Інша критика, спрямована саме на чистий велферизм, ґрунтується на поширеній інтуїції, що морально хороші люди заслуговують на високий рівень добробуту, а морально погані — ні. У цьому сенсі добробут морально поганих людей буде або менш цінним, або навіть матиме негативне значення. Іммануїл Кант висловлює подібну ідею, стверджуючи, що найвищим благом є «Чеснота і щастя разом … в людині». На цьому також наголошує Вільям Девід Росс, який вважає, що «справедливість», визначена як щастя пропорційно до заслуг, є самоцінною. Нечисті велферисти можуть пристосуватися до цієї інтуїції, вважаючи, що добробут морально поганих людей має меншу цінність. Але таке пристосування недоступне чистому велферизму.
Ще одне заперечення, яке стосується саме чистого велферизму, пов'язане з поширеною думкою, що важливіше підвищувати добробут тих, хто перебуває в найгіршому становищі. Отже, коли постає питання, чи підвищувати добробут щасливої людини, чи нещасної, то слід допомагати нещасній людині..Ця інтуїція, здається, ґрунтується на ідеї, що важливим є не лише високий загальний добробут, як пропонує чистий велферизм, але й рівний розподіл. Один із способів пояснити початкову інтуїцію — сформулювати проблему не в термінах добробуту, а в термінах ресурсів. У цьому сенсі, дати сто доларів бідній людині буде краще, ніж дати їх багатій людині. Це можна пояснити чистим велферизмом, оскільки та ж сама кількість ресурсів значитиме більше для бідної людини і, таким чином, матиме більший вплив на її добробут.

## Вплив

### В економіці та праві
Велферистські погляди були впливовими в правовому та економічному русі. Стівен Шавелл і Луїс Каплов, наприклад, стверджували в роботі «Справедливість проти добробуту», що благо повинне бути єдиним критерієм, за яким правові аналітики оцінюють вибір правової політики. Пенітенціарний велферизм — це теорія в галузі кримінального правосуддя, яка стверджує, що ув'язнені повинні мати право і позитивну мотивацію для отримання можливостей для просування в системі кримінального правосуддя. Економісти зазвичай думають про індивідуальний добробут з точки зору функцій корисності, з якої суспільний добробут можна уявити як сукупність індивідуальних корисностей або функцій корисності.

## Дивитися також
- Консеквенціалізм
- Європеїзм
- Злочинність серед неповнолітніх
- Соціальна допомога
- Функції соціального забезпечення
- Економіка добробуту
- Утилітаризм
- Користь